# Isola di La Ronciere
L'isola di La Ronciere (in russo: Остров Ла-Ронсьер, ostrov La-Rons'er) è un'isola russa nell'Oceano Artico che fa parte dell'arcipelago della Terra di Francesco Giuseppe.

## Geografia
L'isola di La Ronciere si trova nella parte centrale della Terra di Francesco Giuseppe; è situata 8 km a nord della Terra di Wilczek e separata da questa dallo stretto di Vanderbilt (пролив Вандербильта, proliv Vanderbil'ta); 17 km a nord-ovest, oltre lo stretto di Berëzkin (пролив Берёзкина, proliv Berëzkina), c'è invece l'isola di Hofmann. Ha una forma ovale con una superficie di circa 478 km²; l'altezza massima è di 431 m s.l.m. e la costa si sviluppa per circa 85 km.
Il territorio è quasi completamente ricoperto dal ghiaccio (92%), fatta eccezione per il capo settentrionale e per una zona nel sud-ovest dell'isola.

## Storia
L'isola fu scoperta nel 1874 dalla spedizione austro-ungarica sulla nave Tegetthoff guidata dall'esploratore Julius von Payer e gli fu assegnato l'attuale nome in onore di La Ronciere Le Noury, corriere francese dell'imperatore Francesco Giuseppe.
In alcune mappe si trova il nome "isola di Whitney", assegnatogli dalla spedizione Fiala-Ziegler, in onore dell'esploratore artico Harry Whitney. Il nome che prevale è comunque quello originario, in quanto la spedizione austro-ungarica è avvenuta precedentemente.

## Isole adiacenti
- Isola di Geddes (Остров Гедж, ostrov Gedž), a sud-ovest.
- Isola di Becker (Остров Беккера, ostrov Bekkera), a nord-ovest.